# Giovanni Battista Noghera
Giovanni Battista Noghera (Albosaggia, 9 de mayo de 1719-Albosaggia, 7 de noviembre de 1784) fue un humanista italiano, orador y profesor de retórica de la Compañía de Jesús.

## Biografía
Nacido de una familia patricia de Berbenno entró joven en la Compañía de Jesús. Poco después del noviciado, enseñó en Como (1738-1739) hizo la filosofía (1739-1742), el magisterio (1742-1745) y la teología (1745-1749) en el Colegio Jesuita de Brera de Milán. Tras sus estudios, enseñó retórica por doce años (1749-1760, 1767-1768) a los escolares jesuitas de Milán. En ese tiempo publicó dos valiosos tratados de retórica (1752, 1753) y una traducción de los discursos de Demóstenes anotada (1753). Sus dotes oratorias lo hicieron célebre en Viena, adonde fue llamado para ocupar la caátedra de elocuencia sagrada en la universidad (1759-1764). Vuelto al Colegio Jesuita de Brera, explicó cursos especiales, establecidos en el ordenamiento escolar del Imperio (Milán estaba entonces bajo dominio austriaco) para los futuros profesores de letras (1764- 1767, 1768-1770), y fue prefecto de los estudios li- terarios (1771-1773). Después de la supresión de la Compañía de Jesús (1773), se dedicó aún más intensamente a escribir contra la Ilustración prevalente. Publicó numerosas obras en defensa de la iglesia católica, entre ellas una propugnando la infalibilidad del Papa cuando habla ex cathedra (1776). Esto le atrajo una acerba oposición. Se le indicó que no escribiera más. Afligido al verse reducido al silencio, se retiró (1782) a Berbenno, donde murió. Gran parte de sus obras se publicó (1790) póstuma en dieciocho volúmenes.

## Obras
- Della moderna Eloquenza Sacra e del moderno stile profano e sacro (Milán, 1752).
- Institutiones oratoriae ac poëticae 2 v. (Viena, 1753).
- Orazioni di Demostene volgarizzate e con annotazioni illustrate (Milán, 1753).
- Riflessioni su la Religione rivelata e particolarmente sul Cristianesimo (Bassano, 1771).
- Riflessioni per discernere la vera Chiesa cristiana fra tutte le sette che ne portano il nome (Bassano. 1773).
- Riflessioni sulla infallibilità del Papa nel magistere dogmatico (Bassano, 1776).
- Riflessioni sulle pratiche dellu vera Chiesa 3 v. (Bassano, 1782-1783).
- Opere dell'Abate Giambatista Noghera 18 v. (Bassano, 1790).